# Jean-Sébastien Jacques
Pour les articles homonymes, voir Jacques.
Jean-Sébastien Dominique Francois Jacques (né en octobre 1971) est le directeur général du groupe Rio Tinto,  à partir de juillet 2016, jusqu'en Décembre 2020.
Il a été nomme dans la liste des meilleurs CEOs mondiaux dans la Harvard Business Review de 2019.

## Biographie
Jean-Sébastien Jacques naît en France en octobre 1971,. Il fréquente le lycée Louis-le-Grand à Paris puis est admis et étudie à l'École centrale Paris (promotion 1994),,.

### Carrière
Il commence sa carrière professionnelle chez Pechiney (depuis racheté par  le conglomérat minier anglo-australien Rio Tinto à l'automne 2007 qui prend alors le nom de Rio Tinto Alcan et réduit de façon significative cette activité Péchiney) avant de rejoindre Corus puis sa maison-mère Tata Steel. Il entre finalement dans le groupe Rio Tinto en 2011, et devient directeur des activités cuivre et charbon, puis en devient directeur général adjoint en mars 2016, et DG en juillet 2016,.